# Destuntzia solstitialis
Destuntzia solstitialis är en svampart som beskrevs av Fogel & Trappe 1985. Destuntzia solstitialis ingår i släktet Destuntzia och familjen Gomphaceae.   Inga underarter finns listade i Catalogue of Life.